# フィリピン語
フィリピン語（フィリピンご、ピリピノ、フィリピノ、Filipino）は、フィリピンの国語であり、1987年のフィリピン憲法で定められた公用語の一つである（英語も法律で廃止されるまでの暫定的な公用語として定められている。）。オーストロネシア語族に属し、マニラ首都圏を中心にブラカン州からバタンガス州などのルソン島中南部一帯で話されていたタガログ語を標準化した言語である。またフィリピンで話されている言語の総称として用いられることもある。
フィリピノ語という表記もまた広く用いられている。「フィリピノ」ですでにフィリピン語の意味であるため重複表現であるとして違和感を指摘する者もいるが、タガログ語、ラテン語のように、言語名＋語という書き方は日本語で慣習的に用いられている表現の一つであり、必ずしも間違いではない。
1937年11月13日、第1回フィリピン議会は国立言語研究所を設置し、同研究所がタガログ語を新たな国語の基礎となる言語に選定した。1961年、この新国語は「ピリピノ」と名付けられ、1972年憲法で「フィリピノ」に改称された。
現在ではフィリピン語は国語としてフィリピン全土で教育されているほか、メディアなどで用いられている。

## 歴史
1930年代にタガログ語に基づいて、新たな人工言語が開発された際、ロペ・サントスは20字からなるタガログ語アルファベット（アバカダ）を導入した。この後新、国語の発展は国立言語研究所に引き継がれ、31字からなるアルファベットが提案され、最終的に1987年に現在の28字からなるアルファベットに改訂された。これは英語のアルファベット26文字とスペイン語のñおよびタガログ語のngからなる。

## フィリピン語の特徴
現存するオーストロネシア語族に属する言語の中では、文法的には最も複雑な言語の一つである。共通語として人工的に文法が簡素化されたインドネシア語と比べると、言語的類似性は強いが、接辞を伴った動詞の変化はフィリピン語の方がはるかに複雑である。たとえばkuha（取る）という動詞が、文脈上その目的語を強調するか、「取る」という行為やその主体を強調するか、さらにはそれが時制によって10以上の形に変化する。
語順は動詞が最初に来る、動詞（V）→ 主語（S）→ 目的語（O）が原則である点も大きな特徴である。
母音はa, e, i, o, uの5つであり、子音は日本語にRとLの区別を加えた程度で、日本語話者にとって発音は容易である。
語彙はサンスクリット語、スペイン語、英語から多くの借用語が用いられている。特に抽象語、近代語などは英語かスペイン語からの借用が多い。逆に日常用語はpayong（傘）、mata（目）などインドネシア語や太平洋諸国の言語とまったく同じ、もしくは類似している。

## フィリピン語とタガログ語
フィリピン語が何を意味するかは、フィリピン人の間でも見解が分かれている。フィリピン人の大多数は、フィリピン語は単にタガログ語の別名であり、マニラ首都圏で話されているタガログ語のことを指していると考えている。
一方、フィリピン語はフィリピンの各言語が融合した言語であると主張する立場もあるが、フィリピンにある諸言語は一つの言葉の方言ではなく、タガログ語やセブアノ語など相互に意思疎通のできない別々の言葉であるため、仮に全ての言語の語彙や文法を混ぜてしまえば、違う言語を母語とする国民同士が意思疎通するという共通語の目的がかえって阻害される恐れがある。
また、タガログ語では英語の語彙をタガログ語に置き換える傾向があるのに対し、フィリピン語では英語の語彙が直接用いられていることも指摘されている。
言語学的には、タガログ語とフィリピン語は共通の言語における表記上の差を有し、両者の違いは、表記法、外国語からの語彙の導入および国家による標準化の有無にあるものと考えられる。
現実的には、フィリピン語はマニラ首都圏で話されている言語である。フィリピン各地から多くの人口がマニラに流入するにともない、フィリピン語にはフィリピン各地の言語からの語彙が含まれるようになってきた。フィリピン語は現在でも発展を続けており、「正しい」用法や語彙を特定するのは困難である。
ほとんどのフィリピン人は、フィリピン語の他にも出身地の言語を用い、またアメリカ英語も広く用いられているため、フィリピン語を定義することは、さらに難しくなっている。今ではタガログ語に英語が混ざったタグリッシュ(Taglish)と呼ばれる言語を話す人も多い。